# دير خاخولي
دير خاخولي ( (بالجورجية: ხახულის მონასტერი) كان ديرًا أرثوذكسيًا جورجيًا في مملكة تاو الجورجية التاريخية في العصور الوسطى ( تركيا الحديثة)، في أحد مضيق نهر تورتام . تُستخدم الكنيسة الرئيسية الآن كمسجد.
كان خاخولي مركزا مهما جدا للادب و الثقافة الجورجية، و قد درس فيه العديد من العلماء و اللاهوتيين الجورجيين في خاخولي، منهم باسيل خاخولي، يوان خاخولي، دافيت خاخولي، و جورجي متاتسمينديلي .

## تاريخ
تأسس دير خاخولي في النصف الثاني من القرن العاشر على يد الملك ديفيد الثالث كورابالاتس، وفي وقت لاحق تطور المجتمع إلى منطقة متقدمة اقتصاديًا تضم 300 قرية و30 من الإقطاعيين الصغار المستقلين. في القرن السادس عشر، قبل الغزو العثماني للأراضي الجورجية الجنوبية، كانت خاخولي جزءًا من كاثوليكية كارتلي وبعد الغزو العثماني لتاو، انعزلت خاخولي عن جورجيا.

## كنيسة خاخولي
يضم المجمع الرهباني كنيسة خاخولي، وهي كنيسة جورجية ذات قبة متقاطعة تعكس أسلوب القبة المتقاطعة المبكر في الهندسة المعمارية.

### القبة
تحتوي كنيسة خاخولي على قبة مقوسة، مدعومة بزوايا المحراب ورصيفين مستقلين.

### تحديد
تم تزيين الجزء الداخلي والنوافذ وكذلك واجهات الكنيسة بالزخارف. ينقسم الذراع الغربي إلى ثلاثة "أروقة" وينتهي الذراع الشرقي بحنية نصف دائرية، محاطة بحجرة واحدة على كل جانب، كما تعلوها حنيات صغيرة. تحتوي النافذة الجنوبية على زخرفة مثيرة للاهتمام: فهي تعلوها أشعة شعاعية مكونة من حجارة ذات لونين، ويمكن رؤية صورة نسر بين أقواس النافذة المزدوجة. تتكون الطبلة من أعمدة ملتوية و مزدوجة ترتكز عليها الاقواس.

### كنوز كاكولي
تعد أيقونة أم الرب الثلاثية الأيقونية التي يعود تاريخها إلى القرن الثاني عشر والتي تم إنشاؤها في دير خاخولي واحدة من أفضل الأمثلة على صياغة الذهب الجورجية في العصور الوسطى، وهي الآن موجودة في متحف جورجيا للفنون . كما يوجد حول الكنيسة العديد من الكنائس الصغيرة داخل السور الدائري، يعود تاريخ أحدها إلى القرن العاشر.

## معرض الصور

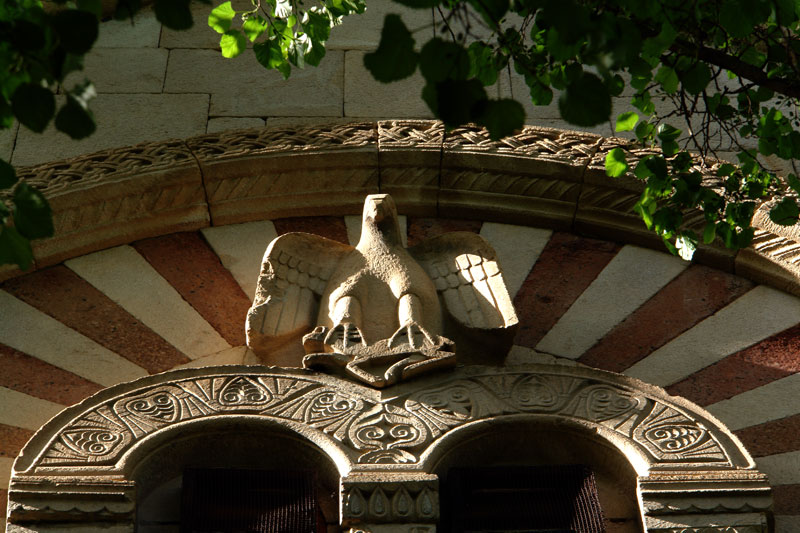
تمثال لنسر يحمل غزالًا
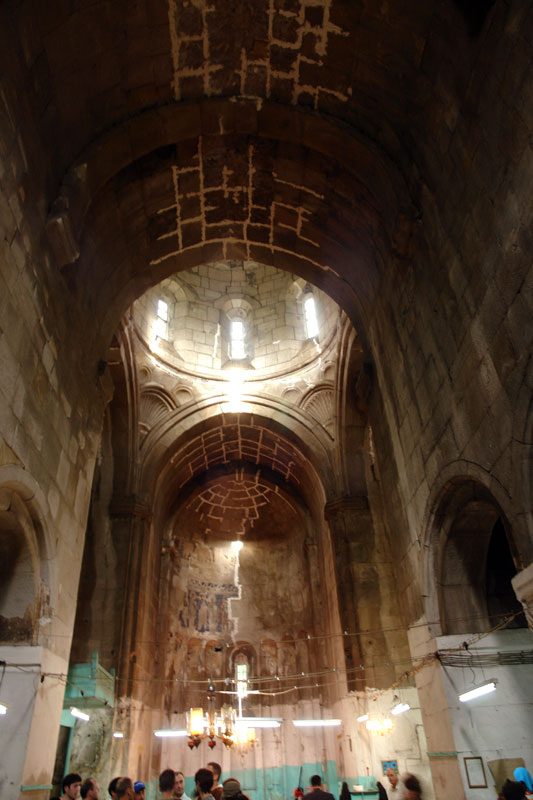
داخل الداخل
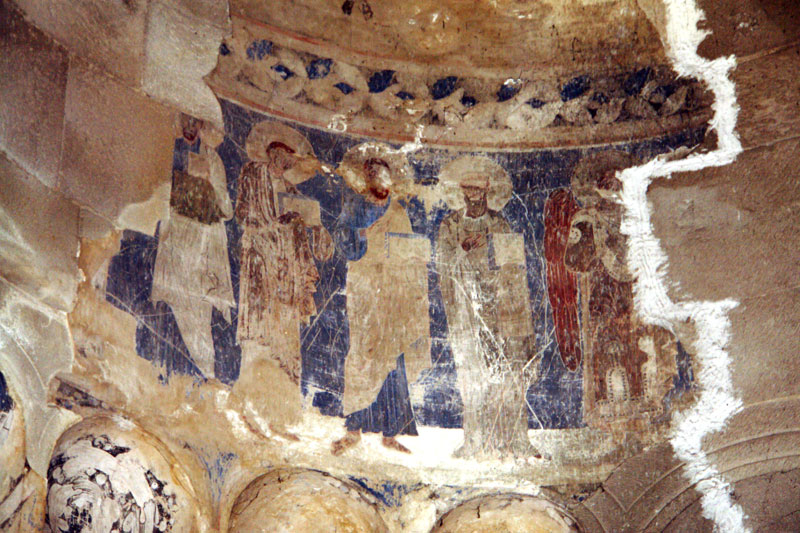
لوحة جدارية
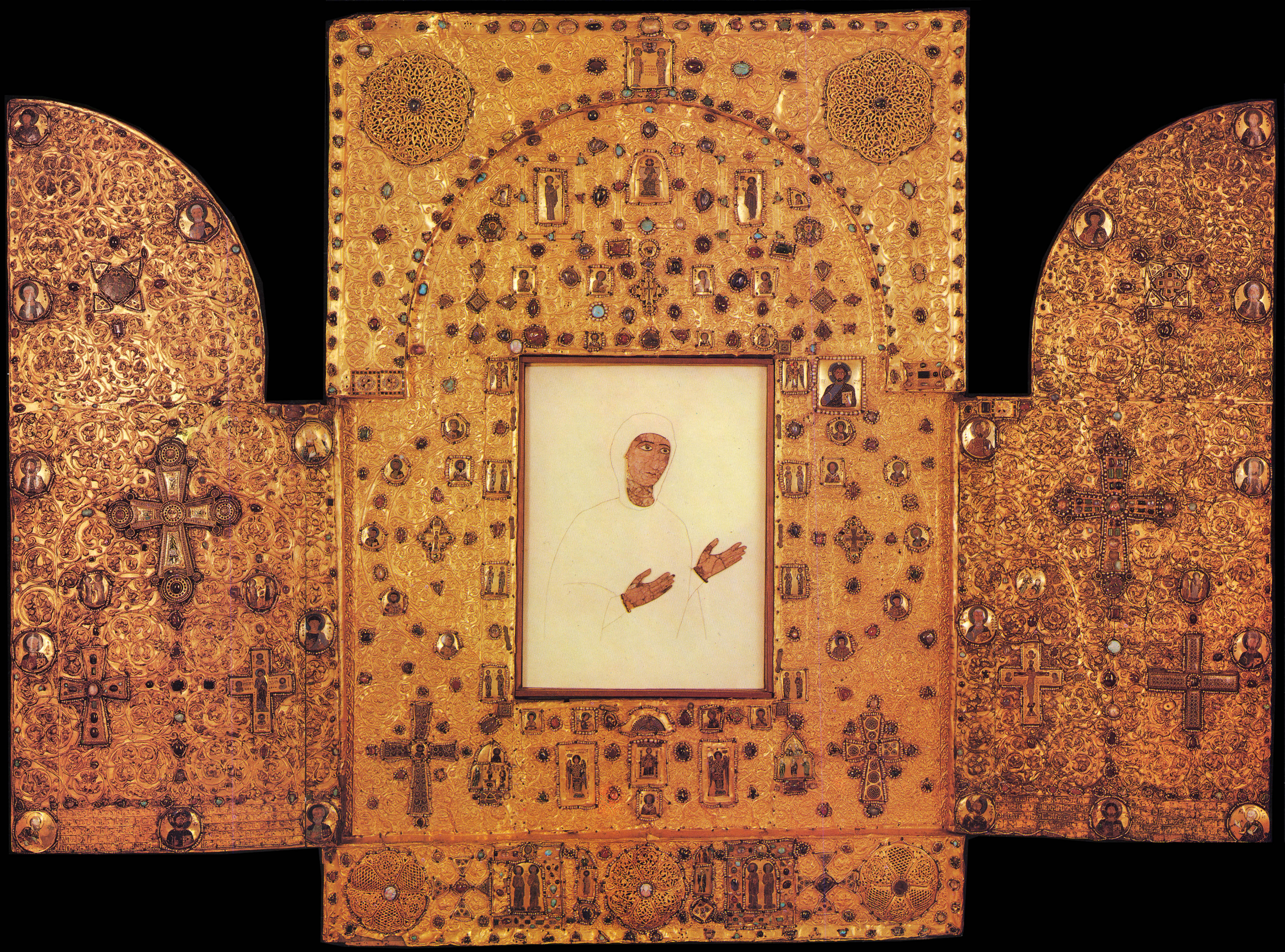
ثلاثية خاخولي، وهي ثلاثية جورجية شهيرة تم إنشاؤها هنا
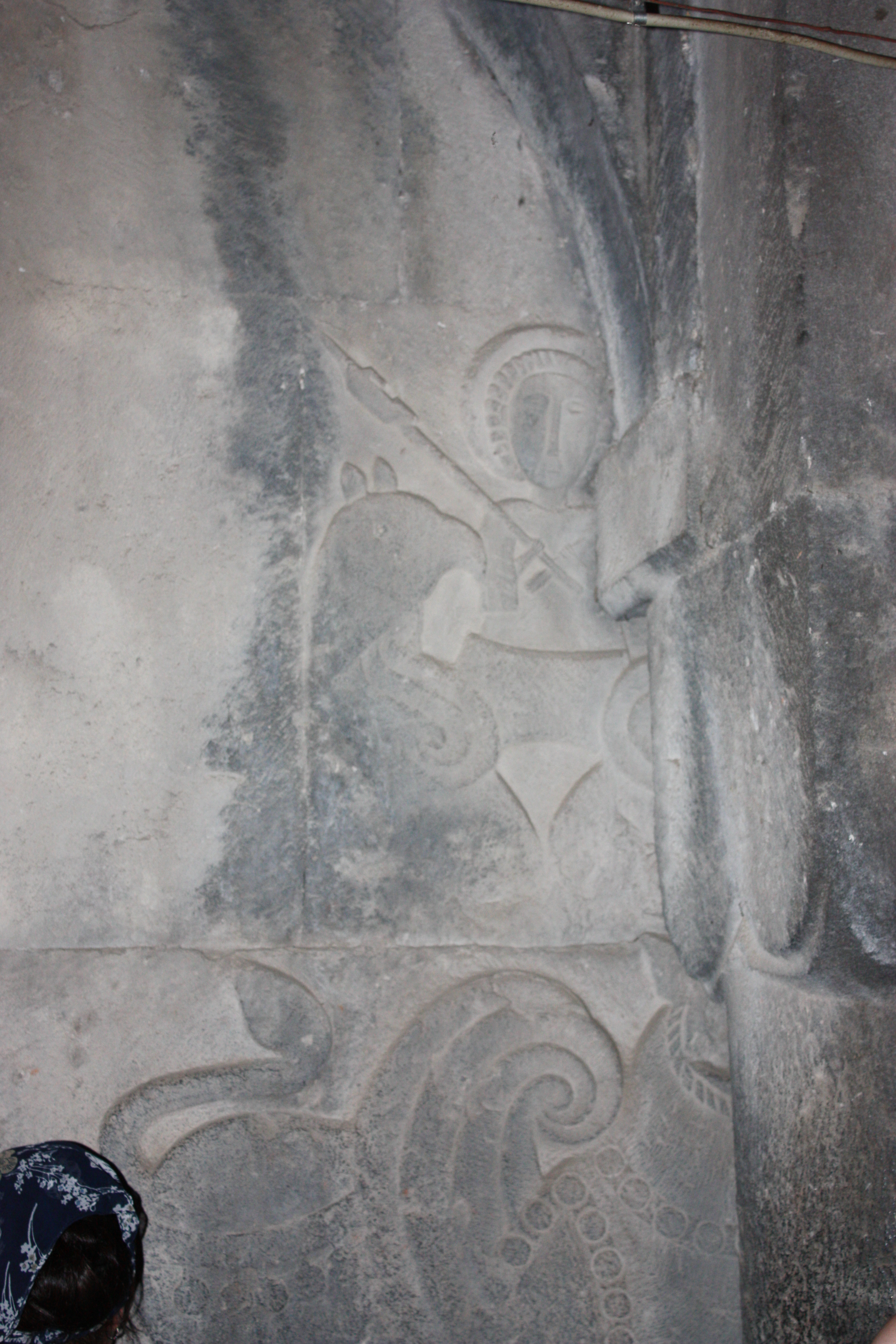
الرحلة الجوية للاسكندر الاكبر

## روابط خارجية
تم استرجاع الخاخولي من البرلمان. جي 